# Post Human: Nex Gen
Post Human: Nex Gen (стилизировано как POST HUMAN: NeX GEn) — седьмой студийный альбом британской рок-группы Bring Me the Horizon. Выпущен 24 мая 2024 года на лейбле Sony Music Entertainment. Релиз изначально был намечен на 15 сентября 2023 года, но в 24 августа того же года дата релиза была изменена на неопределённый срок. Ему предшествовало шесть синглов: «Die4U», «Strangers», «Lost», «Amen!» (совместно с американским рэп-исполнителем Lil Uzi Vert и вокалистом группы Glassjaw Дэрилом Паламбо), «Darkside» и «Kool-Aid». Релиз является вторым в серии из четырёх проектов, выпущенных группой под названием POST HUMAN. Описывается группой как смесь эмо, панк-рока, хайперпопа и пост-хардкора.

## История создания альбома
2 сентября 2021 года группа объявила о выходе своего нового сингла «Die4U», который вышел позже, 16 сентября. Это был первый самостоятельный сольный сингл после выхода первого релиза из серии POST HUMAN — Survival Horror. С этим синглом группа продолжила экспериментировать над звучанием, снова сделав «альтернативный рок с примесью электроники».
После выхода DiE4u, группа продолжила тур в поддержку Survival Horror. В конце ноября группа продолжила работу над новой музыкой в студии в Лос-Анджелесе совместно с BloodPop, который помогал группе в создании DiE4u. В декабре 2021 года клавишник группы Джордан Фиш в интервью журналу Kerrang! рассказал, что:
«Если на первую пластинку больше повлияли металл и ню-металл, то на эту больше повлияли эмо и скрим. Эта запись посвящена музыке, на которой мы выросли, слушая её в том порядке, в котором мы открывали её для себя.» 
Также в апреле 2022 года, вокалист Оливер Сайкс сказал в интервью у BANG Showbiz, что над будущими релизами серии они работают уже около года, и у них готово примерно 45 песен. А затянутость с выпуском следующих частей Post Human связаны с тем, что они очень придирчивы к материалу, который хотят выпустить.
В начале мая Оливер рассказал, что новый сингл выйдет уже скоро, перед фестивалем в Мальте, который должен был пройти с 26 по 30 мая. Позже сообщил, что группа не успела снять клип на песню, поэтому она выйдет уже после фестиваля. В середине июня был анонсирован сингл «sTraNgeRs», который вышел 6 июля 2022 года. После выхода сингла группа продолжила выступления на фестивалях, а также заканчивала тур в поддержку Post Human: Survival Horror
В декабре 2022 года в эксклюзивном интервью TMDQA! Джордан Фиш рассказал про создание будущей музыки:
«Мы сели в автобус и шесть недель колесили по США, и в этом автобусе была студия сзади. Поэтому мы много работали над этой пластинкой, и я бы сказал, что она готова на 60-70 %. Кроме того, у нас есть ещё несколько вещей, которые мы должны выпустить до выхода пластинки и которые очень близки к завершению».
А также:
«Сейчас, я думаю, мы установили высокий стандарт — быть чем-то, что по сути близко к полноценному альбому. И мы хотим, чтобы всё получилось замечательно! Поэтому сделать четыре разных альбома в четырёх разных стилях довольно сложно. Мы хотим, чтобы песни были не только хорошими и плотными, но и исследовали новые звуковые направления, по-разному сочетая разные вещи. Так что, мы много экспериментировали».
В конце апреля 2023 года группа анонсировала новый сингл «LosT», который вышел 4 мая. На этом сингле группа продолжила экспериментировать со звучанием добавив в альтернативный рок металкор.
Также Оливер уточнил, что идёт новая эра, отношение к которой имеют и два предыдущих сингла.
Сам Оливер рассказал о треке:
«Я думаю, что LosT идеально передает то, как по моим представлениям будет звучать следующий альбом или EP, как бы вы не назвали его. LosT действительно отражает то, как я представляю себе эту запись». 
1 июня, спустя месяц, группа анонсировала новый сингл AmEN!, совместный с американским рэпером Lil Uzi Vert и вокалистом группы Glassjaw Дэрилом Паламбо. Трек вышел на следующий день.
А также 9 июня состоялся анонс самой пластинки Post Human: NeX GEn вместе с туром в его поддержку.
9 октября 2023 группа анонсировала новый сингл под названием DArkSide, который вышел на той же неделе, 13 октября 2023.
31 октября 2023 года группа начала NEX_FEST тур, во время которого впервые была исполнена песня Kingslayer с BABYMETAL. Во время всего NEX_FEST тура отсутствовал клавишник и продюсер группы Джордан Фиш.
9 ноября 2023 года начался тур группы в поддержку POST HUMAN: NeX GEn. Во время концерта в Кардиффе были показаны отрывки 6 песен из альбома.
10 ноября 2023 года состоялся концерт группы в Джакарте, однако концерт был прерван из-за технических неполадок. Позже Оливер Сайкс объявил об отмене выступления из-за опасности здоровью фанатов. Но фанаты забрались на сцену и начали уничтожать сценический реквизит. В связи со значительными материальными убытками группы, концерт который должен был пройти на следующий день в этом же месте, был отменён.
20 декабря 2023 фронтмен группы Оливер Сайкс опубликовал у себя в инстаграмме отрывок из новой песни с подписью KOOLAID. Вместе с отрывком, были показаны названия 2 других песен из альбома: ScReAm и tOp 10 STatUeS THAT CRiED blOOd.
22 декабря 2023 в инстаграмме группы было объявлено, что Джордан Фиш больше не является участником группы.
«Мы хотим поблагодарить его за музыкальное путешествие, которое он прошел с нами, и пожелать ему удачи во всем в будущем. Тем временем мы продолжаем работать над Nex Gen, и совсем скоро выйдет новая музыка. Увидимся в нашем туре по Великобритании в январе».
Спустя некоторое время, Джордан подтвердил эту информацию у себя в инстаграмме.
«Я очень благодарен за 11 лет работы в группе и горжусь всем тем, чего мы достигли вместе. Я с нетерпением жду, что они будут делать дальше, и желаю им всяческих успехов в будущем. Я с нетерпением жду начала следующего периода своей карьеры, сосредоточившись пока на написании песен и продюсировании».
29 декабря 2023 Оливер Сайкс опубликовал в своём инстаграмме текст нового сингла Kool-Aid.
2 января 2024 года группа официально анонсировала дату выхода нового сингла Kool-Aid, который вышел 5 января того же года. После выхода 6 января 2024, группа опубликовала новость о том, что POST HUMAN: NeX GEn выйдет летом 2024 года
«Post human будет этим летом, я обещаю. Я просто хочу, чтобы у вас было больше песен, которые вы еще не слышали, чем тех, которые уже есть в альбоме, и в последнее время это было нелегко. Спасибо, что остаетесь с нами! Мы любим вас»
Дата выхода физической версии альбома была назначена на 25 декабря 2024 года.
23 мая в инстаграмме, Оливер пишет, что альбом выйдет 24 мая 2024 года.

## Список композиции
| №                   | Название                                         | Длительность |
| ------------------- | ------------------------------------------------ | ------------ |
| 1.                  | «(OST) Dreamseeker»                              | 0:19         |
| 2.                  | «Youtopia»                                       | 4:02         |
| 3.                  | «Kool-Aid»                                       | 3:48         |
| 4.                  | «Top 10 Statues That Cried Blood»                | 4:00         |
| 5.                  | «Limousine» (совместно с AURORA)                 | 4:11         |
| 6.                  | «Darkside»                                       | 2:45         |
| 7.                  | «A Bullet w/ My Name On» (совместно с Underoath) | 4:20         |
| 8.                  | «(OST) (Spi)ritual»                              | 1:58         |
| 9.                  | «N/A»                                            | 3:20         |
| 10.                 | «Lost»                                           | 3:25         |
| 11.                 | «Strangers»                                      | 3:15         |
| 12.                 | «R.I.P» (Duskcore Remix)                         | 3:23         |
| 13.                 | «Amen!» (совместно с Lil Uzi Vert, Glassjaw)     | 3:09         |
| 14.                 | «(OST) P.U.S.S.-E»                               | 2:49         |
| 15.                 | «Die4U»                                          | 3:27         |
| 16.                 | «Dig It»                                         | 7:12         |
| Общая длительность: | Общая длительность:                              | 55:20        |

## Участники записи
| Bring Me the Horizon - Оливер Сайкс — вокал (1—16), продюсирование (1, 2, 4, 5, 7–9, 12, 14, 16), клавишные (8) - Ли Малиа — гитара (2–7, 9–13, 15, 16), бэк-вокал (3) - Мэтт Кин — бас-гитара (2–7, 9–13, 15, 16) - Мэтт Николлс — ударные (2–7, 9–13, 15, 16) - Джордан Фиш — продюсирование (6, 7, 9–11, 13, 15), клавишные (7, 9), бэк-вокал (10, 11, 13, 15) Приглашённые музыканты - Аврора — гостевой вокал в треке 5 - Underoath — гостевой вокал в треке 7 - Дэрил Паламбо — гостевой вокал в треке 13 - Lil Uzi Vert — гостевой вокал в треке 13 Дополнительный персонал - Cynthoni — продюсирование (1, 14) - BloodPop — продюсирование (15) - Дэн Ланкастер — продюсирование (2, 4, 5, 7, 9, 12, 16), клавишные (2, 4, 7, 9, 16), бэк-вокал (2, 4), инжиниринг (5) - Марк Кузнецов — струны (2) - Закк Червини — продюсирование (3, 6, 9, 10, 13), бэк-вокал (7), микширование (1—16), мастеринг (3, 6, 10, 13, 15) - Люси Лэндри — бэк-вокал (3) - RJ Pasin — гитара (4) - Джанни Тейлор — бэк-вокал (6) - Александр Носенко — клавишные (8) - Choir Noir — хор (11) - Тед Дженсен — мастеринг (1, 2, 4, 5, 7–9, 11, 12, 14, 16) - Джулиан Гарджуло — микширование (1–9, 12, 14, 16), инжиниринг (1—16) - Ник Треков — микширование (15), ассистент инжиниринга (13) - Вячеслав Рычков — микширование (8), ассистент инжиниринга (12, 14) - Гильермо Родригес — инжиниринг (13) - Бен Томас — инжиниринг (13) - Фил Горнелл — ассистент инжиниринга (3) - Джейсон Ингуаджиато — ассистент инжиниринга (5) - Alissic — арт |